# Food not bombs

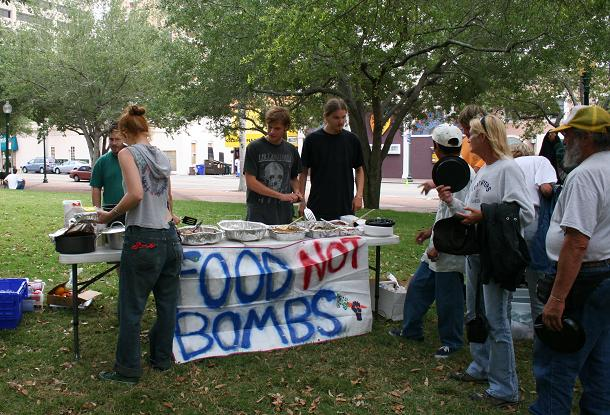
Food not bombs delar ut mat i Sarasota, Florida, USA.

Food Not Bombs är ett internationellt nätverk, startat i USA på 1980-talet, bestående av fristående grupper i över 1000 städer över hela världen. Grupperna har slutit avtal med lokala livsmedelsaffärer om att få ta hand om deras överblivna varor. Maten tillagas och serveras i form av gratis veganska och vegetariska måltider till behövande, i protest mot krig, fattigdom och miljöförstöring.
Från hemsidan: ”När över en miljard människor går hungriga varje dag, hur kan vi då spendera miljarder på krig?”
Organisationen har tre centrala principer som verksamheten grundas på. Dessa inkluderar: att all mat som serveras ska vara vegansk eller vegetariansk och gratis, att alla delar av organisationen ska vara självständiga och styras via konsensus, samt att organisationen inte är en välgörenhet och inriktar sig på social förändring genom icke-våld.

## Grundandet
Det egentliga grundandet av Food Not Bombs anses ha skett 1980 i Cambridge, Massachusetts av Keith McHenry, Jo Swanson, Mira Brown, Susan Eaton, Brian Feigenbaum, C.T. Lawrence Butler Jessie Constable och Amy Rothstien.